# 1386 هـ
1386 هـ هي سنة في التقويم الهجري امتدت مقابلةً في التقويم الميلادي بين سنتي 1966 و1967.

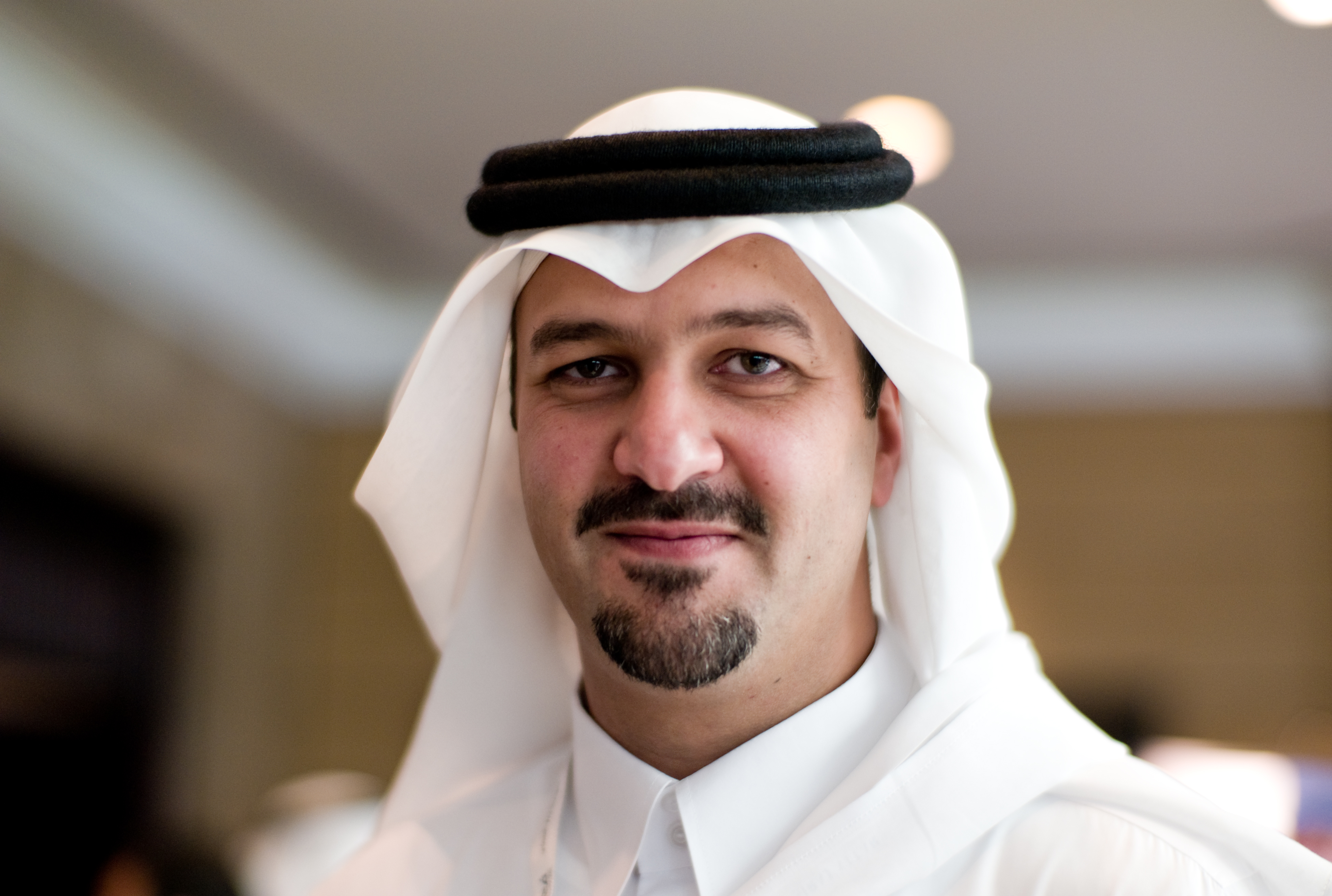
بندر بن خالد الفيصل بن عبد العزيز آل سعود

## أحداث

### جمادى الأولى
- 13 جمادى الأولى - إعدام سيد قطب أحد أعلام الإخوان المسلمين في مصر.

## مواليد
- أحمد العلاونة
- أحمد عبد المحسن البدر
- بندر بن خالد الفيصل بن عبد العزيز آل سعود
- خالد عبد الرحمن الشايع
- جلال عبدالمحسن الطبطبائي
- أبو إبراهيم مصطفى
- سعود بن إبراهيم الشريم
- مهدي بن أحمد الحكمي
- سعود الشريم
- صالح بن حسن العفالق
- عباس نيلفروشان
- علي رضا بهلوي
- محمد السعيدي
- محمد يسري إبراهيم
- محسن الشمري
- نبيل صحراوي
- مايا يزبك

## وفيات
- عبد الرحمن المعلمي
- عبد اللطيف بن إبراهيم بن عبد اللطيف آل الشيخ
- عبد المتعال الصعيدي
- عز الدين التنوخي
- علي عبد الرازق
- كرم البستاني
- مجتبى القزويني
- محمد تقي صادق
- هبة الدين الشهرستاني
- سيد قطب
- صالح زكي الطائي
- توفيق ضعون
- جمال إمامي
- أمجد الزهاوي - عالِم دين وفقيه وداعية ورئيس رابطة علماء العراق.
- 22 شعبان - طه القلعة لي - أديب وعالِم وفقيه بغدادي من العراق.
- 27 رمضان - علي الإحقاقي.